# Хесс, Карл Адольф
Карл Адольф Генрих Хесс  (нем. Carl Adolf Heinrich Heß; 1801[…], Дюссельдорф — 10 ноября 1874, Бад-Райхенхалль, Королевство Бавария) – немецкий живописец-жанрист, анималист.  С 1800 г. был профессором Венской академии художеств. Одинаково искусно работал масляными красками, пастелью, гуашью и карандашом; некоторые из своих композиций гравировал на меди.

## Биография
Третий сын в семье гравёра Карл Эрнст Хесс. Ученик Ф.Крюгера. Трудился сперва в Берлине, а затем усовершенствовал свою специальность во время путешествий по России, Венгрии, Турции и Англии.

## Галерея

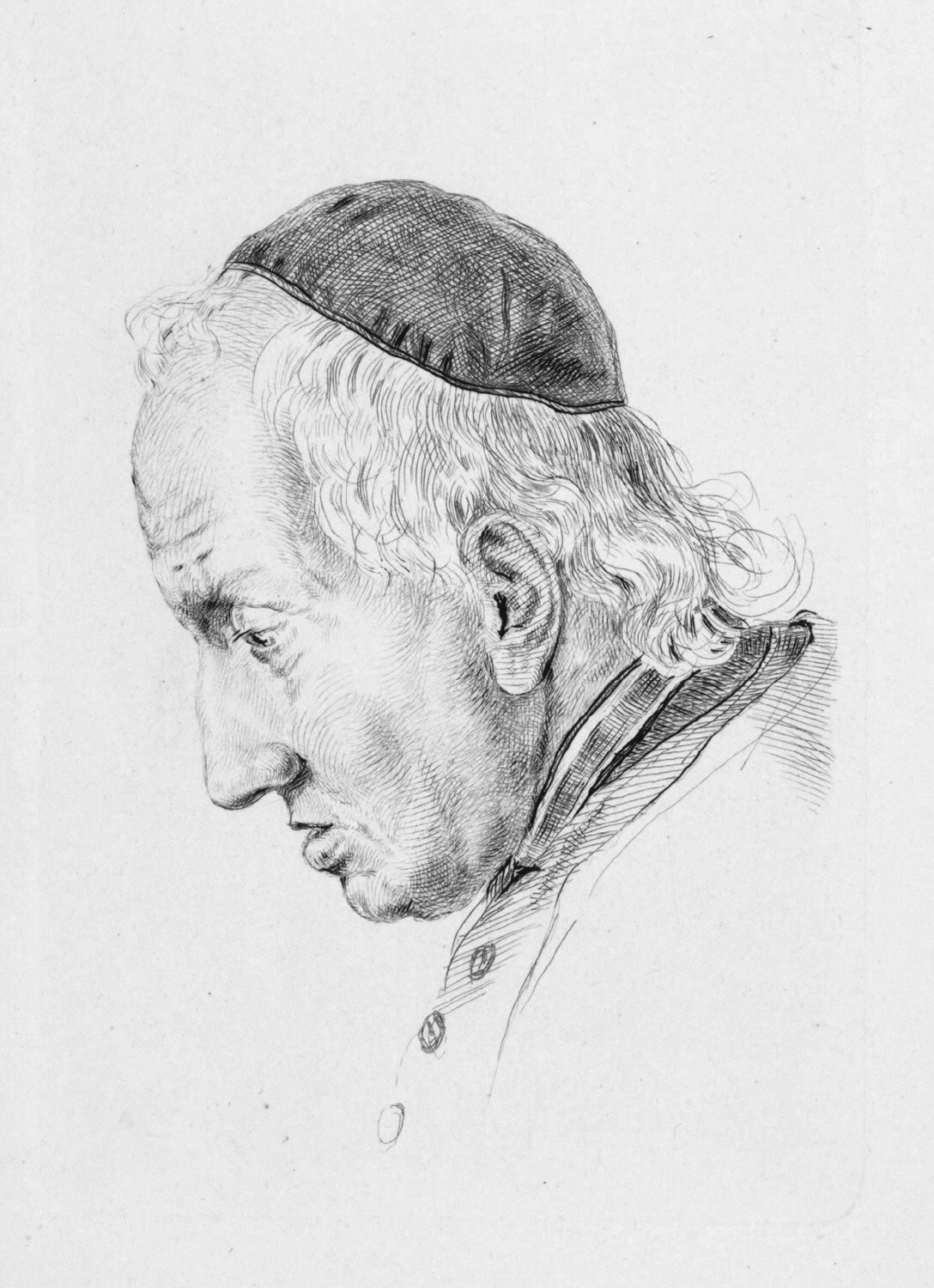
Портрет Священника, 1820-е.
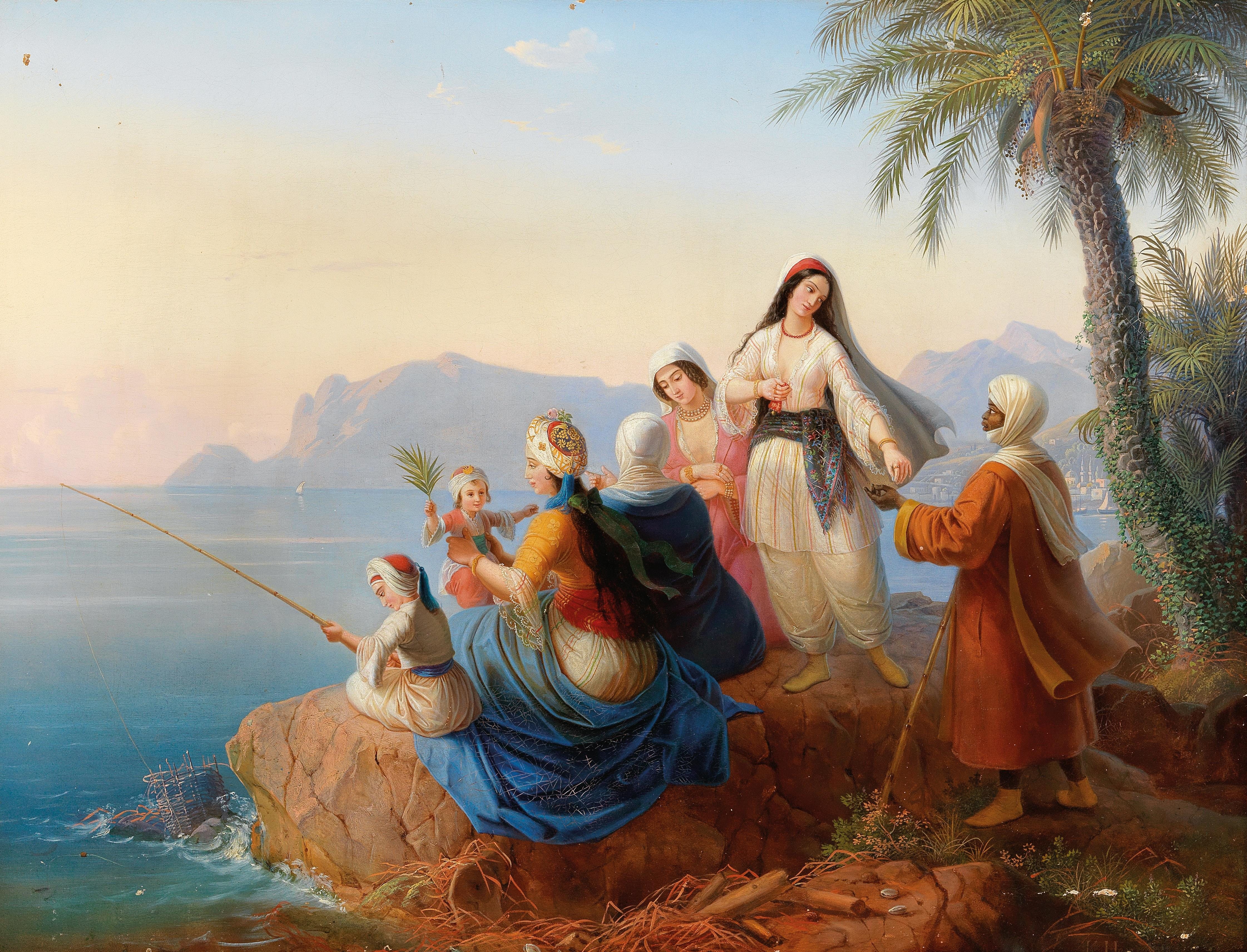
Летняя поездка к морю, 1840.